# Sergio De Lis
Sergio de Lis de Andrés (San Sebastian, 19 mei 1986) is een Spaans voormalig beroepswielrenner. Hij reed voor Orbea en Euskaltel-Euskadi. De Lis won geen enkele professionele wedstrijd.

## Grote rondes
Geen